# Tomte Tummetott und der Fuchs
Tomte Tummetott und der Fuchs ("Tomte Tummetott och räven") är en tysk animerad novellfilm från 2007 i regi av Sandra Schießl. Den handlar om gårdstomten och hur en räv försöker äta djuren på en bondgård kring jul. Filmen bygger på Astrid Lindgrens berättelser "Tomten är vaken" och "Räven och tomten", som i sin tur bygger på dikterna "Tomten" av Viktor Rydberg och "Räven och tomten" av Karl-Erik Forsslund. Filmen producerades av Trikk 17 Animationsraum i samarbete med ZDF.
Filmen vann bland annat Grand Prix vid Hida international animation festival of folktales and fables 2007 och Sonderpreis Kultur des Landes NRW vid Grimme-priset 2008.

## Medverkande
- Achim Hall - Tomte Tummetott
- Wolf Frass - räven
- Florentine Stein - Emma
- Peter Kirchberger - hunden
- Ruth Rockenschaub - höna
- Karime Vakilzadeh - höna
- Christiane Carstens - höna
- Monty Arnold - mus
- Karime Vakilzadeh - mus
- Andrea Bongers - ko
- Robert Missler - får
- Aaron Kaulbarsch - äldre brodern
- Flemming Stein - yngre brodern
- Marion von Stengel - modern
- Bruno Bachem - fadern